# 752
Вижте пояснителната страница за други значения на 752.

## Починали
- март – Стефан II, римски свещеник
- 22 март – Захарий, римски папа